# Morti nel 1820
| Questa pagina contiene informazioni ricavate automaticamente dalle voci biografiche con l'ausilio del template Bio e di un bot. L'aggiornamento è periodico e automatico e ricostruisce completamente la pagina. Se manca una persona in questa lista, sei pregato di non aggiungerla, ma accertati piuttosto che la sua voce biografica contenga il template Bio e che i dati anagrafici siano correttamente compilati. Se il template Bio manca, inseriscilo tu stesso o, in alternativa, metti l'avviso {{tmp\|Bio}} che ne segnala la mancanza. Se i dati riportati sono sbagliati, correggi direttamente la voce biografica; le modifiche saranno visibili in questa lista entro pochi giorni. Per chiarimenti vedi il progetto biografie. La lista contiene solo le 166 persone che sono citate nell'enciclopedia e per le quali è stato implementato correttamente il template Bio. Pagina aggiornata al 10 ago 2025. |

## Gennaio(14)
- 2 gennaio - Teodoro Bonati, ingegnere idraulico, matematico e medico italiano (n. 1724)
- 9 gennaio - Pierre-Joseph Picot de Clorivière, gesuita francese (n. 1735)
- 9 gennaio - Charles-Louis Clérisseau, architetto francese (n. 1721)
- 14 gennaio - Guglielmina Carolina di Danimarca, principessa danese (n. 1747)
- 17 gennaio - Francesco Colelli, pittore italiano (n. 1734)
- 20 gennaio - Federico V d'Assia-Homburg, sovrano (n. 1748)
- 21 gennaio - Ambroise Marie François Joseph Palisot de Beauvois, naturalista e botanico francese (n. 1752)
- 22 gennaio - Ivan Vasilievič Gudovič, generale russo (n. 1741)
- 23 gennaio - John Howard, XV conte di Suffolk, nobile e militare britannico (n. 1739)
- 23 gennaio - Edoardo Augusto di Hannover, nobile britannico (n. 1767)
- 24 gennaio - Diego Innico Caracciolo di Martina, cardinale italiano (n. 1759)
- 27 gennaio - Giacomo Amoretti, incisore e orologiaio italiano (n. 1738)
- 27 gennaio - Francisco Antonio Javier de Gardoqui Arriquíbar, cardinale spagnolo (n. 1747)
- 29 gennaio - Giorgio III del Regno Unito, sovrano inglese (n. 1738)

## Febbraio(19)
- 1º febbraio - Friedrich Rühs, storico tedesco (n. 1781)
- 3 febbraio - Gia Long, imperatore vietnamita (n. 1762)
- 4 febbraio - Francesco Nicola Bellosio, organaro italiano (n. 1741)
- 5 febbraio - Tadeusz Brzozowski, gesuita polacco (n. 1749)
- 6 febbraio - Giovanni Battista Grazioli, compositore e organista italiano (n. 1746)
- 7 febbraio - Zamor, rivoluzionario francese (n. 1762)
- 10 febbraio - Anna Elisabetta Luisa di Brandeburgo-Schwedt, nobile (n. 1738)
- 10 febbraio - Francisco Antonio Cebrián Valdá, cardinale spagnolo (n. 1734)
- 11 febbraio - Karl von Fischer, architetto tedesco (n. 1782)
- 12 febbraio - Karl Fëdorovič von Knorring, generale russo (n. 1746)
- 14 febbraio - Carlo Ferdinando di Borbone-Francia, nobile francese (n. 1778)
- 15 febbraio - William Ellery, politico statunitense (n. 1727)
- 16 febbraio - Georg Carl von Döbeln, generale svedese (n. 1758)
- 16 febbraio - Nicolaus Michael Oppel, naturalista tedesco (n. 1782)
- 17 febbraio - Jean-François-Régis Clet, presbitero francese (n. 1748)
- 20 febbraio - Youssef Boutros Tyan, patriarca cattolico libanese (n. 1760)
- 28 febbraio - Simon Charles Miger, incisore francese (n. 1736)
- 28 febbraio - Johann Christian Rosenmüller, anatomista tedesco (n. 1771)
- 29 febbraio - Johann Joachim Eschenburg, critico letterario e storico tedesco (n. 1743)

## Marzo(20)
- 1º marzo - Antonio Ludeña, matematico, fisico e gesuita spagnolo (n. 1740)
- 6 marzo - Luigi Engelberto d'Arenberg, duca (n. 1750)
- 11 marzo - Alexander Mackenzie, esploratore britannico (n. 1764)
- 11 marzo - Benjamin West, pittore statunitense (n. 1738)
- 14 marzo - Michael Underwood, medico britannico (n. 1737)
- 15 marzo - Clemente Maria Hofbauer, presbitero e santo ceco (n. 1751)
- 15 marzo - Christian Heigelin, banchiere e diplomatico tedesco (n. 1744)
- 18 marzo - Isidoro Máiquez, attore teatrale spagnolo (n. 1768)
- 20 marzo - Léonard-Alexis Autié, stilista, impresario teatrale e parrucchiere francese (n. 1751)
- 20 marzo - Andrea Doria Landi Pamphili, principe italiano (n. 1747)
- 20 marzo - Felice Alessandro Radicati, violinista e compositore italiano (n. 1775)
- 20 marzo - Josef Speckbacher, militare austriaco (n. 1767)
- 21 marzo - Carlo I di Isenburg-Büdingen-Birstein, nobile e militare tedesco (n. 1766)
- 22 marzo - Stephen Decatur, ammiraglio statunitense (n. 1779)
- 23 marzo - Giuseppe Amedeo Sallier de la Tour, generale italiano (n. 1732)
- 24 marzo - Jean-Baptiste-René Robinet, filosofo e naturalista francese (n. 1735)
- 26 marzo - Charles Blagden, fisico britannico (n. 1748)
- 27 marzo - Gerhard von Kügelgen, pittore tedesco (n. 1772)
- 28 marzo - Elena di Arzamas, santa russa
- 30 marzo - Paolo Gerolamo Brusco, pittore italiano (n. 1742)

## Aprile(10)
- 2 aprile - Thomas Brown, filosofo e medico scozzese (n. 1778)
- 8 aprile - Giovanni Colbran, violinista spagnolo (n. 1751)
- 9 aprile - Angelo Anelli, giurista, librettista e scrittore italiano (n. 1761)
- 12 aprile - Arthur Young, scrittore e saggista inglese (n. 1741)
- 14 aprile - Levi Lincoln senior, politico statunitense (n. 1749)
- 20 aprile - Alessandro Mattei, cardinale, arcivescovo cattolico e nobile italiano (n. 1744)
- 20 aprile - Bernardo Zamagna, gesuita, poeta e teologo dalmata (n. 1735)
- 25 aprile - Constantin-François de Chassebœuf de Volney, filosofo e orientalista francese (n. 1757)
- 26 aprile - Domenico Antonio Fiorentini, pittore italiano (n. 1747)
- 26 aprile - Christian Zais, architetto e urbanista tedesco (n. 1770)

## Maggio(10)
- 1º maggio - Lorenzo Litta, cardinale italiano (n. 1756)
- 5 maggio - Antoine-François Delandine, scrittore francese (n. 1756)
- 16 maggio - Gottlieb Friedrich Abel, pittore e incisore tedesco (n. 1763)
- 17 maggio - Vincenzo Brenna, architetto e pittore svizzero (n. 1741)
- 20 maggio - Karl Ludwig Sand, assassino tedesco (n. 1795)
- 24 maggio - Francisco Antonio Mourelle, militare e esploratore spagnolo (n. 1750)
- 26 maggio - Antonio Longo, pittore austriaco (n. 1742)
- 27 maggio - Andrea Belli, giurista e letterato italiano (n. 1760)
- 28 maggio - Bernardo della Torre, teologo, patriota e vescovo cattolico italiano (n. 1746)
- 29 maggio - Christian Wilhelm von Dohm, storico tedesco (n. 1751)

## Giugno(14)
- 2 giugno - Francesca Forleo-Brayda, pittrice italiana (n. 1779)
- 7 giugno - Louis Pierre Louvel, assassino francese (n. 1783)
- 9 giugno - Wilhelmine Enke, tedesca (n. 1752)
- 9 giugno - Guglielmina di Prussia, principessa tedesca (n. 1751)
- 9 giugno - Judith Sargent Murray, scrittrice, poetessa e drammaturga statunitense (n. 1751)
- 13 giugno - Johann Michael Bach, compositore tedesco (n. 1745)
- 14 giugno - Thomas Dundas, I barone Dundas, politico scozzese (n. 1741)
- 15 giugno - Adam Weisweiler, ebanista francese (n. 1746)
- 16 giugno - Charles Spencer, nobile e politico inglese (n. 1740)
- 19 giugno - Joseph Banks, naturalista inglese (n. 1743)
- 20 giugno - Manuel Belgrano, economista, politico e generale argentino (n. 1770)
- 23 giugno - Luisa Carolina di Hochberg, nobildonna tedesca (n. 1768)
- 30 giugno - Maurice Duplay, imprenditore e rivoluzionario francese (n. 1738)
- 30 giugno - Sigismund Anton von Hohenwart, arcivescovo cattolico austriaco (n. 1730)

## Luglio(9)
- 3 luglio - John Lyon-Bowes, X conte di Strathmore e Kinghorne, nobile britannico (n. 1769)
- 10 luglio - William Wyatt Bibb, politico statunitense (n. 1781)
- 11 luglio - Frederick Traugott Pursh, botanico statunitense (n. 1774)
- 13 luglio - Mademoiselle Montansier, attrice teatrale e impresaria teatrale francese (n. 1730)
- 16 luglio - Antonio Collalto, matematico italiano (n. 1765)
- 20 luglio - Giuseppe Thaon di Revel di Sant'Andrea, generale italiano (n. 1756)
- 22 luglio - Baldassare Leone, vescovo cattolico italiano (n. 1756)
- 28 luglio - Filippo Gragnani, chitarrista e compositore italiano (n. 1768)
- 28 luglio - Vincenzo Pacetti, scultore e restauratore italiano (n. 1746)

## Agosto(12)
- 6 agosto - Federica Carlotta Ulrica di Prussia, principessa tedesca (n. 1767)
- 6 agosto - Antonín Vranický, compositore austriaco (n. 1761)
- 7 agosto - Elisa Bonaparte, principessa francese (n. 1777)
- 8 agosto - Étienne Vigée, drammaturgo e scrittore francese (n. 1758)
- 9 agosto - Anders Erikson Sparrman, naturalista svedese (n. 1748)
- 11 agosto - János Lavotta, compositore ungherese (n. 1764)
- 12 agosto - Manuel Lisa, esploratore spagnolo (n. 1772)
- 14 agosto - Antonio Litta Visconti Arese, nobile e politico italiano (n. 1748)
- 15 agosto - Ludovico di Breme, scrittore e saggista italiano (n. 1780)
- 23 agosto - Michel de Cubières, scrittore e poeta francese (n. 1752)
- 25 agosto - Louis François Perrin de Précy, generale e nobile francese (n. 1742)
- 28 agosto - Antonín Kraft, violoncellista e compositore ceco (n. 1749)

## Settembre(15)
- 2 settembre - Jiaqing, imperatore cinese (n. 1760)
- 2 settembre - Cosimo Moschettini, scienziato italiano (n. 1747)
- 3 settembre - Benjamin Latrobe, architetto e progettista britannico (n. 1764)
- 9 settembre - Andrea Colonna di Stigliano, IV principe di Sonnino, generale italiano (n. 1748)
- 13 settembre - François Christophe Kellermann, generale e politico francese (n. 1735)
- 13 settembre - Adelaide di Anhalt-Bernburg-Schaumburg-Hoym, nobile (n. 1800)
- 14 settembre - François Joseph Lefebvre, generale francese (n. 1755)
- 15 settembre - Giovanni Battista Quarantotti, cardinale italiano (n. 1733)
- 16 settembre - Nguyễn Du, poeta e scrittore vietnamita (n. 1765)
- 17 settembre - Giovan Francesco Compagnoni Marefoschi, arcivescovo cattolico italiano (n. 1757)
- 19 settembre - Johann Georg Meusel, bibliografo e lessicografo tedesco (n. 1743)
- 20 settembre - Alessandro Mandarini, militare italiano (n. 1762)
- 20 settembre - Home Riggs Popham, ammiraglio e inventore britannico (n. 1762)
- 23 settembre - Friedrich Ludwig Abel, musicista tedesco (n. 1794)
- 26 settembre - Daniel Boone, esploratore statunitense (n. 1734)

## Ottobre(10)
- 1º ottobre - Pakubuwono IV, sovrano indonesiano (n. 1768)
- 3 ottobre - Ludwig Wenzel Lachnith, musicista e compositore boemo (n. 1746)
- 4 ottobre - Claudine Picardet, chimica, meteorologa e mineralogista francese (n. 1735)
- 5 ottobre - Augustin Barruel, gesuita, saggista e scrittore francese (n. 1741)
- 8 ottobre - Henri Christophe, militare e politico haitiano (n. 1767)
- 10 ottobre - Wilson Cary Nicholas, politico statunitense (n. 1761)
- 12 ottobre - Cosimo Rossi Melocchi, architetto italiano (n. 1758)
- 15 ottobre - Karl Philipp Schwarzenberg, nobile e feldmaresciallo austriaco (n. 1771)
- 18 ottobre - Jacques-Victor Henry Christophe, nobile haitiano (n. 1804)
- 26 ottobre - Kubo Shunman, artista giapponese (n. 1757)

## Novembre(3)
- 16 novembre - Jean-Lambert Tallien, politico, rivoluzionario e militare francese (n. 1767)
- 17 novembre - Henri Hamal, compositore belga (n. 1744)
- 21 novembre - James Harris, I conte di Malmesbury, diplomatico inglese (n. 1746)

## Dicembre(8)
- 7 dicembre - Denis Decrès, ammiraglio francese (n. 1761)
- 13 dicembre - Ferenc Széchényi, nobile e politico ungherese (n. 1754)
- 13 dicembre - Margherita Sparapani Gentili Boccapadule, nobildonna e viaggiatrice italiana (n. 1735)
- 18 dicembre - Giuseppe Maria Bonzanigo, scultore e ebanista italiano (n. 1745)
- 22 dicembre - Vincenzo Chiarugi, medico italiano (n. 1759)
- 26 dicembre - Joseph Fouché, politico, diplomatico e rivoluzionario francese (n. 1759)
- 29 dicembre - Paolina di Anhalt-Bernburg, principessa (n. 1769)
- 29 dicembre - Jean Baptiste Antoine Auget de Montyon, politico e scrittore francese (n. 1733)

## Senza giorno specificato(22)
- John Bell, chirurgo scozzese (n. 1763)
- Francesco Carbone, militare italiano (n. 1762)
- Domenico Chelli, architetto, scenografo e pittore italiano (n. 1746)
- François Chédeville, artista e artigiano francese (n. 1740)
- Antonio Concioli, pittore italiano (n. 1739)
- Peter Dollond, ottico inglese (n. 1730)
- Thomas Douglas, V conte di Selkirk, nobile scozzese (n. 1771)
- Georges Joseph Dufour, generale francese (n. 1758)
- Alojzy Feliński, scrittore e drammaturgo polacco (n. 1771)
- Giovanni Francesco Giuliani, arpista, compositore e direttore d'orchestra italiano (n. 1760)
- Bennet Graham, pirata inglese
- William Lynch, militare statunitense (n. 1742)
- Pierre Denys de Montfort, zoologo e naturalista francese (n. 1766)
- Gaetano Perotti, attore teatrale e comico italiano
- Alexis Thérèse Petit, fisico e docente francese (n. 1791)
- Giuseppe Pichler, incisore italiano (n. 1760)
- Shimun XVI Yohannan, vescovo cristiano orientale siro
- Raffaele Stern, architetto italiano (n. 1774)
- Rashid I bin Majid Al Mu'alla, emiro
- Manuel María de Arjona, scrittore spagnolo (n. 1771)
- Pierre-Raymond de Brisson, viaggiatore francese (n. 1745)
- Pierre le Pelley II, nobile (n. 1758)